# Tamoios

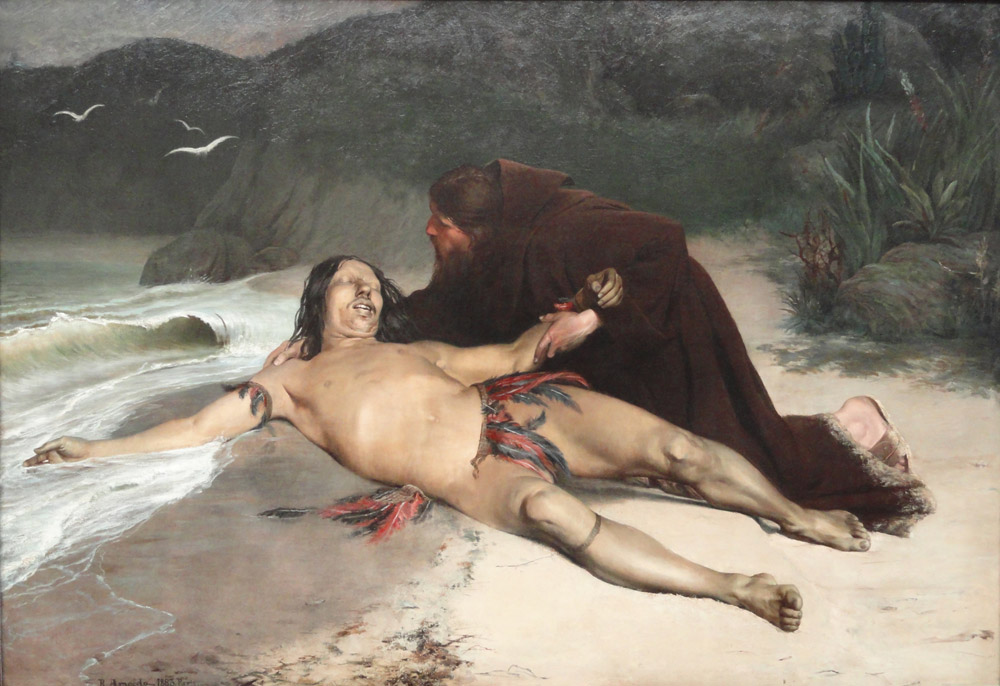
"O Último Tamoio" (1883), uma das obras mais notórias de Rodolfo Amoedo

Os tamoios foram um povo indígena ou agrupamento de povos indígenas do tronco linguístico tupi que habitava a costa dos atuais estados de São Paulo (litoral norte) e Rio de Janeiro (Vale do Paraíba fluminense). Em seu território localizava-se a Baía de Guanabara, estendendo-se desde  a região dos Lagos (Rio de Janeiro) até ao litoral norte do atual estado de São Paulo (Bertioga). Sua população era de cerca de 70 mil indivíduos.
Os tamoios são também chamados de tupinambás. De fato, eles nada mais eram do que os tupinambás do sul. Os outros são os da Bahia e do Maranhão.
O etnônimo "tamoio" vem de "ta'mõi", que, em língua tupi, significa "avós", indicando que eles eram o grupo tupi que há mais tempo se havia instalado no litoral brasileiro.
Os antropólogos Beatriz Perrone-Moysés e Renato Sztutman sustentam que o termo "tamoio" não fazia referência a um povo indígena homogêneo, mas sim a um "coletivo de líderes" de diferentes tribos que constituíram uma aliança entre si e com os franceses contra os colonizadores portugueses.

## Presença no cotidiano
- No Estado de São Paulo, a rodovia que liga São José dos Campos a Caraguatatuba, no litoral norte - as antigas terras dos Tamoios - foi batizada de Rodovia dos Tamoios.
- O atual 2º. distrito da cidade de Cabo Frio chama-se Tamoios por ter sido um dos últimos focos de resistência da Confederação dos Tamoios.